# 潭州之战
潭州之战，是宋元战争中發生於1275年（南宋德祐元年，元世祖至元十二年）的一場戰爭。1275年農曆九月至除夕，在湖南潭州（今長沙地區），宋軍三千人守城三個月後被攻下。此戰役是宋元戰事中的一場彰顯宋朝氣節可歌可泣的攻防戰。1276年大年初一城破，著名的嶽麓書院師生數百人集體自盡。守城司令官知潭州兼湖南安抚使李芾更是舉家投井。
元將阿海牙亦在攻城時負箭傷，一度命危。他領數萬元军攻擊此孤城，也擊退宋相文天祥救援宋軍。
丁家洲之战后，元军主力迅速东进占领建康（今南京）、镇江等地，留驻鄂州（今武汉）的右丞阿里海牙，率军攻降岳州、江陵等地，湖北州县相继降附。阿里海牙军攻取湖南。1275年七月，南宋湖北提刑李芾被任命为知潭州、湖南安抚使。李芾至潭州，仓卒征集守军不满三千人，又联合少数民族为后援。命刘孝忠总统援军，屯储粮食，制作军器，栅江修城。阿里海牙分兵一部驻守常德，率主力直抵潭州。李芾听说后派於兴率军至湘阴阻截，被击败，於兴战死。九月，李芾再派援军，未及出发，元军已至潭州，开始围城。李芾登城指挥将领分地防守，城内居民也自动组织起来，助军守城。十月，阿里海牙至潭州，连营环锁，重兵围城，使广西、湖南衡州（今衡阳）宋军不敢赴援。元朝水军逆江而上，破李芾所置木桩十五处，攻克城西栅，射书城中相降，李芾不应。阿里海牙令决护城河水，竖云梯，攻西城。李芾亲冒矢石督战，刘孝忠等率军奋力抗击。阿里海牙身中流矢，督军攻城益急，参知政事崔斌率军夜集栅下，黎明登城不利，令将士衔枚暗中登城西北铁坝，携带刍秸，焚烧其角楼，并竖木栅于城上，次日早晨，布云梯鼓噪而上，城破。宋湖南安抚司参议杨霆挥兵巷战，又筑月城，增强防御，将元军击退。十二月，元军加强攻势，阿里海牙令诸军分地围城，配以炮攻，进攻铁坝，刘孝忠被炮击伤，不能作战。有的将士产生动摇，李芾以忠义激励将士，拼死御敌，宋军守城三月，大小数十战，虽多次挫败元军，但城内兵力财力不支。1276年正月初一，阿里海牙总结攻城不利的教训，令将士身先士卒攻城，前军登上城头，后军随上，潭州城破。宋将刘孝忠、吴继明以城降，李芾自杀，城内居民也多举家自杀。